# Börßum
Börßum – miejscowość i gmina w Niemczech, w kraju związkowym Dolna Saksonia, w powiecie Wolfenbüttel, siedziba gminy zbiorowej Oderwald.
1 listopada 2011 do gminy przyłączono gminę Achim, która stała się zarazem jej dzielnicą.